# Erik Borgman
Erik Borgman (Amsterdam, 1 januari 1957) is een Nederlandse leken-dominicaan en emeritus hoogleraar theologie van de religie, in het bijzonder het christendom, aan de Universiteit van Tilburg. In zijn denken is hij sterk beïnvloed door de katholieke bevrijdingstheologie.
Het opiniemagazine Vrij Nederland selecteerde hem in 2008 als een van de meest scherpzinnige denkers van Nederland. Lezers van dagblad Trouw verkozen hem tot een van drie meest inspirerende theologen. Ook werd hij in 2012 uitgeroepen tot Theoloog van het jaar.

## Levensloop
Na de mavo (Gerardus Majella, diploma 1973) en ongedeeld vwo (college De Klop, diploma 1976) te Utrecht, studeerde Borgman van 1976 tot 1984 theologie en filosofie aan de Katholieke Universiteit Nijmegen en studeerde cum laude af. In 1990 promoveerde hij (eveneens cum laude) op het proefschrift Sporen van de bevrijdende God: Universitaire theologie in aansluiting op Latijns-Amerikaanse bevrijdingstheologie, zwarte theologie en feministische theologie.
Van 2000 tot 2007 was hij in dienst van het Heyendaal Instituut voor theologie, wetenschap en cultuur van de Katholieke Universiteit Nijmegen, later de Radboud Universiteit. Sinds 2007 was hij hoogleraar aan het Departement Religiewetenschappen en Theologie binnen de Faculteit Geesteswetenschappen van de Universiteit van Tilburg. Najaar 2015 werd hij ook gasthoogleraar aan het Doopsgezind Seminarie te Amsterdam, met als leeropdracht vrijzinnige theologie. In 2024 ging hij met emeritaat.